# Burruyacú
Burruyacú es una localidad ubicada en el  departamento homónimo, en el noreste de la provincia de Tucumán, Argentina; y municipio cabecera de dicho departamento.

## Población
Cuenta con 2168 habitantes (Indec, 2010), lo que representa un incremento del 22% frente a los 1770 habitantes (Indec, 2001) del censo anterior.
| Gráfica de evolución demográfica de Burruyacú entre 1991 y 2010 |
|                                                                 |
| Fuentes: INDEC                                                  |

## Sismicidad
La sismicidad del área de Tucumán (centro norte de Argentina) es frecuente y de intensidad baja, y un silencio sísmico de terremotos medios a graves cada 30 años.
- Sismo de 1861: aunque dicha actividad geológica catastrófica, ocurre desde épocas prehistóricas, el terremoto del 20 de marzo de 1861 (163 años) con 12.000 muertes,[5] señaló un hito importante dentro de la historia de eventos sísmicos argentinos ya que fue el más fuerte registrado y documentado en el país. A partir del mismo la política de los sucesivos gobiernos del norte y de Cuyo han ido extremando cuidados y restringiendo los códigos de construcción.[4] Y con el terremoto de San Juan de 1944 del 15 de enero de 1944 (81 años) los gobiernos tomaron estado de la enorme gravedad crónica de sismos de la región.
- Sismo de 1931: de 6,3 de intensidad, el cual destruyó parte de sus edificaciones y abrió numerosas grietas en la zona[5][4]